# Henning Fransén
Henning Daniel Fransén, född 11 december 1890 i Uppsala, död 19 augusti 1962 i Oscars församling, Stockholm, var en svensk direktör och regeringsråd.
Fransén avlade 1912 civilingenjörsexamen i elteknik vid Kungliga Tekniska högskolan. Han var från 1939 kraftverksdirektör och chef för Älvkarleby kraftverk. Han blev regeringsråd 1944 och utsågs 1951 till rådgivare vid handelsdepartementet i teknisk-ekonomiska frågor.
Fransén invaldes 1939 som ledamot av Ingenjörsvetenskapsakademien och utsågs 1951 till teknologie hedersdoktor vid Chalmers tekniska högskola. Han är begravd på Norra begravningsplatsen utanför Stockholm.

## Utmärkelser
- Kommendör med stora korset av Nordstjärneorden, 5 juni 1954.[4]